# Gaultheria arfakana
Gaultheria arfakana är en ljungväxtart som beskrevs av Herman Otto Sleumer. Gaultheria arfakana ingår i släktet Gaultheria och familjen ljungväxter. Inga underarter finns listade i Catalogue of Life.